# ایلین
ایلین در سال ۱۹۰۸ در اتریش تاسیس شد و در ساخت ژنراتور، ترانسفورماتور، سوئیچینگ، کابل و نیروگاه‌های برق تخصص دارد. بخشی از آاگ در ۱۹۵۹ در ایلین ادغام شد.  